# Asian beach games
Gli Asian beach games sono un evento sportivo biennale che prevede la competizione tra i migliori atleti del continente asiatico. La manifestazione è organizzata dal Consiglio Olimpico d'Asia (OCA), sotto la supervisione del Comitato Olimpico Internazionale (CIO). Come nei Giochi olimpici è prevista la premiazione degli atleti partecipanti con medaglie di oro, argento e bronzo, rispettivamente per il primo, secondo e terzo classificato nelle varie discipline comprese nel programma dei giochi.
La prima manifestazione di questo tipo è stata organizzata dall'Indonesia nel 2008, più precisamente dall'isola di Bali.
Taiwan partecipa ai giochi sotto il nome di Taipei Cinese e con una bandiera olimpica speciale, questo a causa di ragioni legate allo status politico dell'isola.

Bandiera Olimpica di Taipei Cinese

## Nazioni partecipanti

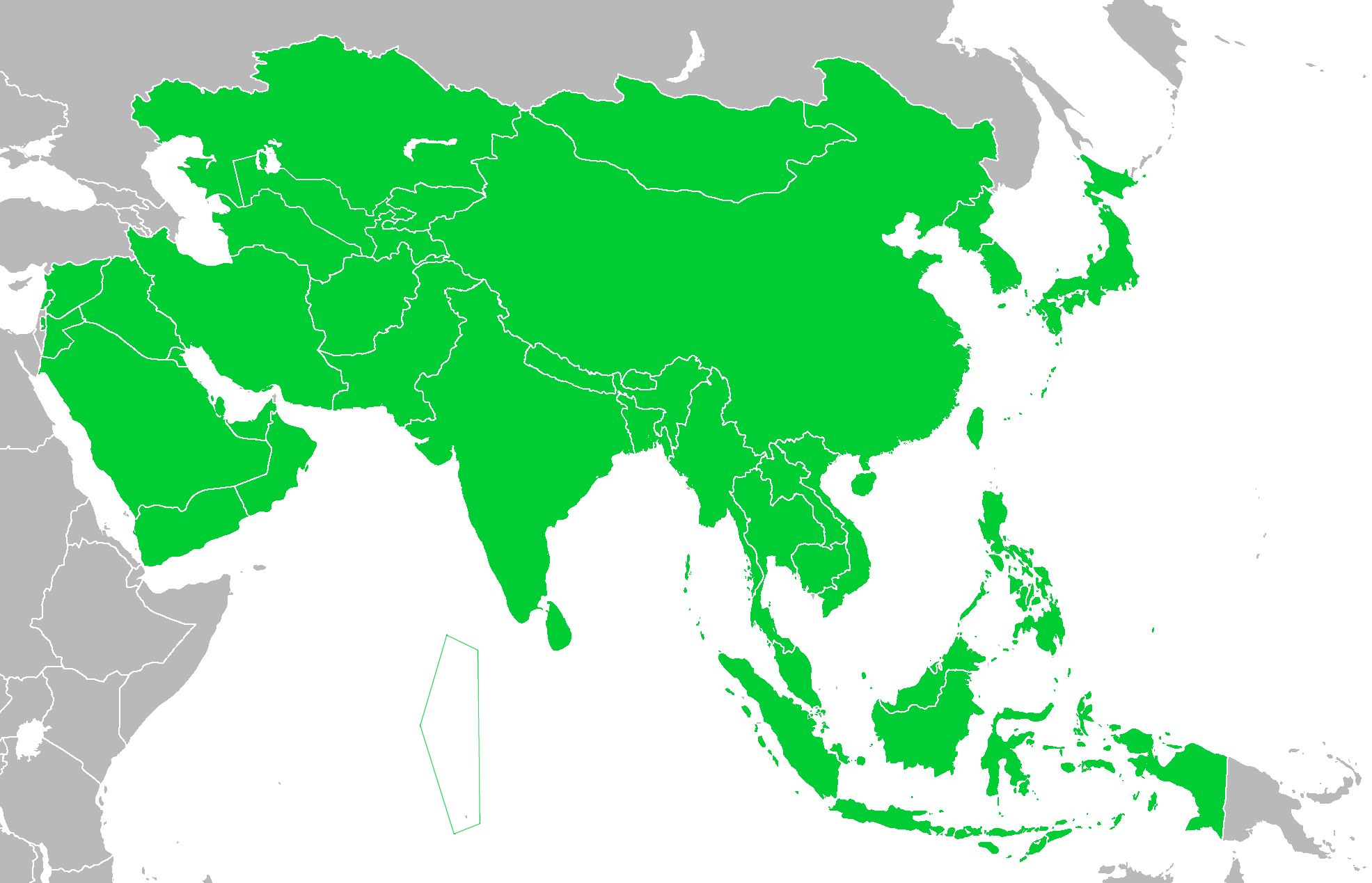
Membri del Consiglio Olimpico d'Asia (OCA) e partecipanti agli Asian beach games

Le nazioni che fanno parte del Consiglio Olimpico d'Asia e che conseguentemente prendono parte agli Asian beach games sono attualmente 45.

## Edizioni
| Anno | Edizione                                             | Sede                  | Sede                  | Date                    | Paesi | Sport | Atleti |
| ---- | ---------------------------------------------------- | --------------------- | --------------------- | ----------------------- | ----- | ----- | ------ |
| 2008 | I Asian beach games                                  | Indonesia (bandiera)  | Indonesia (bandiera)  | 18 ottobre 26 ottobre   | 41    | 19    | 1665   |
| 2008 | I Asian beach games                                  | Bali                  | Indonesia             | 18 ottobre 26 ottobre   | 41    | 19    | 1665   |
| 2010 | II Asian beach games                                 | Oman (bandiera)       | Oman (bandiera)       | 8 dicembre 16 dicembre  | 43    | 14    | 1131   |
| 2010 | II Asian beach games                                 | Mascate               | Oman                  | 8 dicembre 16 dicembre  | 43    | 14    | 1131   |
| 2012 | III Asian beach games                                | Cina (bandiera)       | Cina (bandiera)       | 16 giugno 22 giugno     | 43    | 13    | 1336   |
| 2012 | III Asian beach games                                | Haiyang               | Cina                  | 16 giugno 22 giugno     | 43    | 13    | 1336   |
| 2014 | IV Asian beach games                                 | Thailandia (bandiera) | Thailandia (bandiera) | 14 novembre 23 novembre | 42    | 26    | 2335   |
| 2014 | IV Asian beach games                                 | Phuket                | Thailandia            | 14 novembre 23 novembre | 42    | 26    | 2335   |
| 2014 | In origine assegnati all'Isola di Boracay, Filippine |                       |                       |                         |       |       |        |
| 2016 | V Asian beach games                                  | Vietnam (bandiera)    | Vietnam (bandiera)    | 24 settembre 3 ottobre  | 45    | 22    | 2167   |
| 2016 | V Asian beach games                                  | Đà Nẵng               | Vietnam               | 24 settembre 3 ottobre  | 45    | 22    | 2167   |

## Medagliere
Le dieci nazioni più titolate sono le seguenti:
| #  | Nazione       | Oro | Argento | Bronzo | Totale |
| -- | ------------- | --- | ------- | ------ | ------ |
| 1  | Thailandia    | 130 | 97      | 91     | 318    |
| 2  | Vietnam       | 62  | 68      | 70     | 200    |
| 3  | Cina          | 60  | 55      | 64     | 179    |
| 4  | Indonesia     | 42  | 28      | 53     | 123    |
| 5  | Corea del Sud | 22  | 35      | 45     | 102    |
| 6  | Iran          | 20  | 21      | 15     | 56     |
| 7  | Giappone      | 14  | 14      | 22     | 50     |
| 8  | Kazakistan    | 13  | 18      | 17     | 48     |
| 9  | India         | 12  | 5       | 29     | 46     |
| 10 | Taipei cinese | 10  | 21      | 29     | 60     |